# Parafia Najświętszego Serca Pana Jezusa w Siecieminie
Parafia pw. Najświętszego Serca Pana Jezusa w Siecieminie - parafia należąca do dekanatu Sławno, diecezji koszalińsko-kołobrzeskiej, metropolii szczecińsko-kamieńskiej. Siedziba parafii mieści się pod numerem 47.
Od 1946 do 1951 proboszczem parafii był ks. Antoni Wołek Wacławski.

## Miejsca święte

### Kościół parafialny
Kościół pw. Najświętszego Serca Pana Jezusa w Siecieminie
Kościół parafialny został zbudowany w XIX wieku w stylu neogotyckim, poświęcony w 1946. Została utworzona 1 czerwca 1951.

### Kościoły filialne i kaplice
- Kościół pw. św. Stanisława Kostki w Dąbrowie
- Kościół pw. Najświętszego Serca Pana Jezusa w Karnieszewicach
- Punkt odprawiania Mszy św. w Pękaninie